# شون أوكونور (لاعب كرة قدم)
شون أوكونور (بالإنجليزية: Sean O'Connor)‏ (15 يوليو 1984 في الولايات المتحدة - ) هو لاعب كرة قدم أمريكي في مركز حراسة المرمى. لعب مع نادي شمال كارولاينا وتشارلستون بيتري وSan Fernando Valley Quakes ‏.

## وصلات خارجية
- شون أوكونور على موقع قاعدة بيانات كرة القدم.إي يو (الإنجليزية)